# Jarkko & Laura
Jarkko & Laura è un duo musicale finlandese fondato nel 1966 da Jarkko Antikainen e Laura Ruotsalo.
Hanno rappresentato la Finlandia all'Eurovision Song Contest 1969 con il brano Kuin silloin ennen.

## Carriera
Dopo aver pubblicato alcuni singoli di discreto successo, Jarkko & Laura sono saliti alla ribalta a livello internazionale nel 1969 con la loro partecipazione al programma di selezione del rappresentante finlandese all'Eurovision Song Contest. Dopo aver vinto il voto del pubblico con il loro inedito Kuin silloin ennen, hanno preso parte alla finale eurovisiva a Madrid, dove si sono piazzati al 12º posto su 16 partecipanti con 6 punti totalizzati. Si sono sposati nel 1975, e da allora hanno avuto tre figli.

## Discografia

### Album
- 1970 – Jarkko ja Laura
- 1973 – Aurinkopyörä
- 1988 – Sumujen silta
- 1993 – Uudelleen

### Raccolte
- 1999 – Kuin silloin ennen

### EP
- 1987 – Jarkko ja Laura
- 1992 – Kolme laulua tulevalta levyltä!

### Singoli
- 1966 – Meidän laulumme/Juna viheltää
- 1967 – Kuin pieni tyhmä/Syyssunnuntai
- 1967 – Taas kerran/Lapsuuteni
- 1968 – Viimeinen kerta/Se oli silloin
- 1969 – Kuin silloin ennen
- 1971 – Pieni yksinkertainen laulu
- 1987 – Nousee päivä, laskee päivä/Kaikki rakkauteni
- 2001 – Terveisiä jouluun